# Trisseleneto de antimônio
Triseleneto de antimônio é o composto químico com a fórmula Sb2Se3.
Pode ser formado pela reação de antimônio com selênio.